# Thibault Carn
Thibault Carn est un joueur français de volley-ball né le 2 juin 1992 à Lyon (Rhône). 
Il mesure 1,90 m et joue au poste de Réceptionneur-attaquant.
Formé à l'Avignon Volley-Ball, il rejoint le groupe professionnel en 2010.
À la suite de la blessure de Julien Vallée en cours de saison 2010/2011, il assurera, malgré son jeune âge, l'intérim au poste de réceptionneur durant trois mois.
En 2012, il remporte le titre de Championnat de France Ligue B avec l'Avignon Volley-Ball, accédant par la même occasion, et pour la première fois de sa carrière, à l'élite du volley-ball français.

## Clubs
| Club                | Pays   | De        | À       |
| ------------------- | ------ | --------- | ------- |
| Avignon Volley-Ball | France | 2010-2011 | ...-... |

## Palmarès
- Championnat de France Ligue B (1)
  - Vainqueur : 2012